# Anillochlamys aurouxi
Anillochlamys aurouxi es una especie de escarabajo del género Anillochlamys, familia Leiodidae. Fue descrita por Francesc Español en 1965.

## Distribución
Se encuentra en España.